# Вишгородська вулиця
Ви́шгородська ву́лиця — вулиця в Оболонському і Подільському районах міста Києва, місцевості Пріорка, Крістерова гірка, Кинь-Ґрусть, селище Шевченка, Куренівка. Пролягає від Резервної та Білицької вулиць (слугує продовженням Кирилівської вулиці) до площі Тараса Шевченка.
Прилучаються Вишгородський шляхопровід, вулиці Казанська, Боровиковського, Мостицька, Попова, Мукачівська, проспект Європейського Союзу, вулиці Ярослава Івашкевича, Западинська, Пріорська, Дубровицька, Байди-Вишневецького, Берестецька, Красицького, Автозаводський провулок, вулиці Кобзарська, Навашина, Сошенка і Полярна.

## Історія
Вулиця відома під сучасною назвою з середини XIX століття як наступниця шляху з Києва до Вишгорода, що існував ще з X століття. У 1939 році частину Вишгородської вулиці від площі Фрунзе (нині Петропавлівська) до Білицької вулиці було приєднано до вулиці Фрунзе (нині Кирилівська). Проїзною частиною вулиці проходить межа Подільського та Оболонського районів.

## Пам'ятки
- Парк «Березовий гай», пам'ятка садово-паркового мистецтва місцевого значення (№ 5)
- «Хата на Пріорці», меморіальний будинок-музей, де в серпні 1859 року жив Тарас Шевченко, пам'ятка архітектури[1] (№ 5)
- Колишній завод «Ланцюги Ґалля» (рос. Цепи Галля; № 21). Взірець промислової архітектури російсько-імперської доби, найстаріші корпуси споруджено 1899 року[2]. Пізніше й до початку 1990-х підприємство діяло під назвою «Київський завод штампів і пресформ». Завод згадується в романі-документі Анатолія Кузнецова «Бабин яр»
- Парк «Крістерова гірка», ботанічна пам'ятка природи місцевого значення[3] (на розі вулиць Вишгородської та Байди-Вишневецького)

## Установи та заклади
- Музей «Хата на Пріорці» — відділ Національного музею Тараса Шевченка (буд. № 5)
- Ліцей № 8 (буд. № 6; заснована 1937 року в спеціально збудованому для неї приміщенні, згадується в романі-документі Анатолія Кузнецова «Бабин яр»)
- Інститут туризму Федерації профспілок України (буд. № 12)
- Національний еколого-натуралістичний центр учнівської молоді) (у минулому — Республіканська станція юних натуралістів) (№№ 13-19)
- Інститут державного управління у сфері цивільного захисту (буд. № 21)
- Бібліотека на Вишгородській (буд. № 29; до листопада 2023 — Бібліотека імені Олександра Грибоєдова)
- Спеціальна (корекційна) загальноосвітня школа-інтернат № 5 для слабозорих дітей (буд № 35)
- Загальноосвітня школа № 16 з поглибленим вивченням англійської мови (буд. № 42/1)
- Кінотеатр імені Т. Г. Шевченка (буд. № 49)
- Інститут геронтології АМН України (буд. № 67)
- Інститут генетичної та регенеративної медицини Академії медичних наук України (буд. № 67)
- Інститут ендокринології та обміну речовин імені В. П.  Комісаренка НАМН України (буд. № 69)

### ЖК «Паркове місто»
«Паркове місто» — це закритий житловий комплекс бізнес-класу за адресою вулиця Вишгородська, 45. Розроблений та збудований компанією KAN Development і займає територію 13 га. Проєкт комплексу виконала архітектурна компанія «Архіматика» [Архівовано 20 лютого 2022 у Wayback Machine.].
Територія, на якій зараз міститься комплекс, від середини 19-го століття належала Вільгельмові Крістеру, який тут оселився і заснував однойменну агрофірму. У радянський час тут був розташований радгосп квітково-декоративних культур «Троянда». З 2005 року територія знаходиться у землекористуванні ПрАТ «Агрофірма „Троянда“», яка взяла землю в оренду для будівництва житлового комплексу.
На території наявна така інфраструктура: дитячий садок, супермаркет, магазини, кафе, ресторан, відділення банку, салон краси, ігрові та спортивні майданчики.
На суміжній території розташована пам'ятка природи «Крістерова гірка» площею 4 гектари з каскадом озер. У 2009 році забудовник реконструював пам'ятку, а пізніше включив її до складу закритого ЖК та закрив до неї вхід.

## Вулиця в літературі
Вулиця згадується в романі Михайла Булгакова «Біла гвардія» під назвою Підгородня (рос. Подгородняя), де починається ранковий бій і рветься шрапнель під час наступу військ Петлюри на Київ з боку Пущі-Водиці і урочища Западинка.
Вишгородська вулиця під своєю назвою згадується в автобіографічній «Повісті про життя» (частина «Бентежна юність», 1955) Костянтина Паустовського: зокрема, цією вулицею герой восени 1918 року повертається до середмістя з позицій українського війська в Пущі-Водиці.

## Зображення

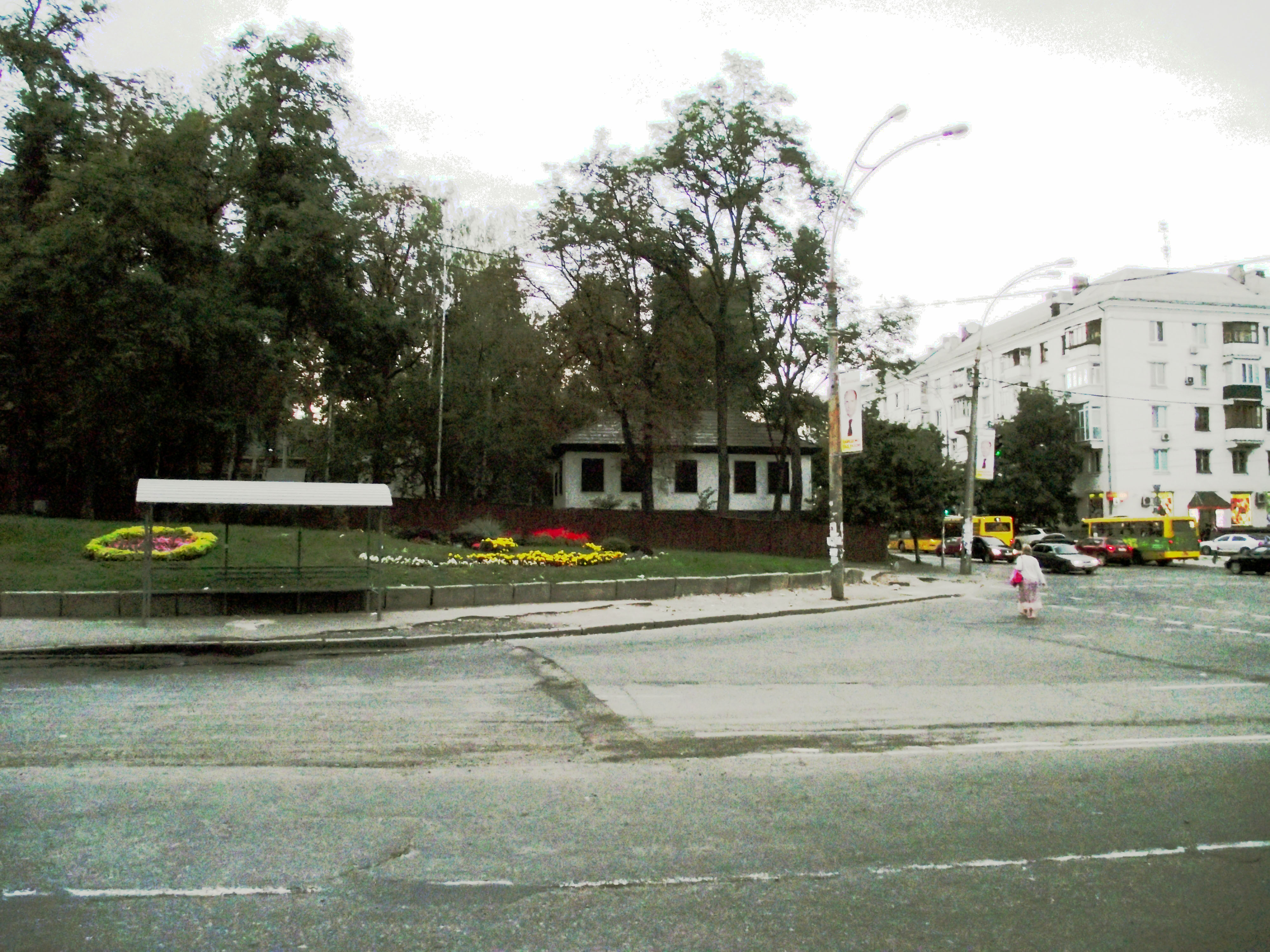
Початок вулиці. Музей на місці будинку, де жив Тарас Шевченко 1859 року
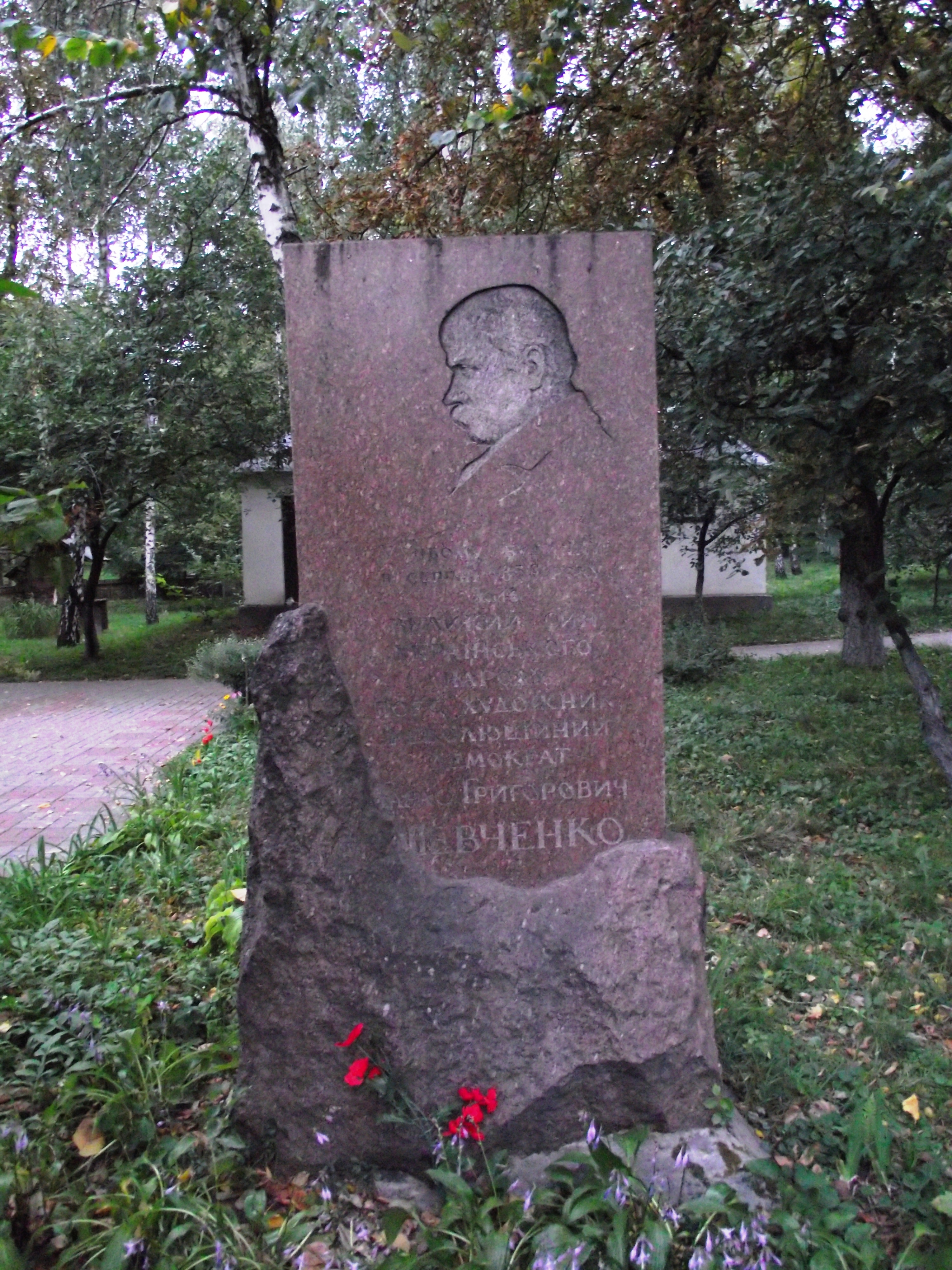
Меморіальна плита на місці хати, у якій жив Тарас Шевченко
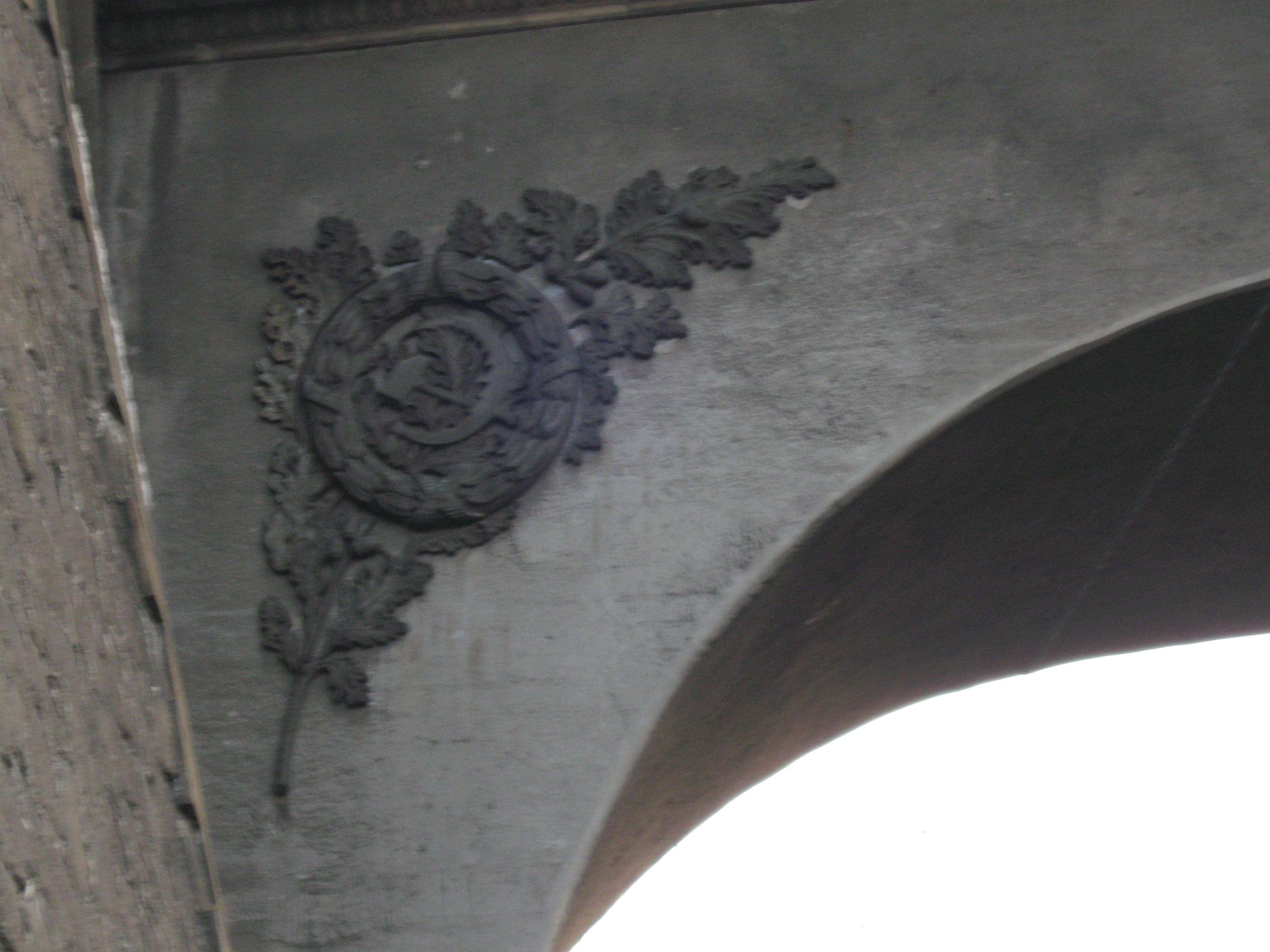
Один із чотирьох радянських барельєфів (демонтовані 2016) на залізничній естакаді над Вишгородською вулицею
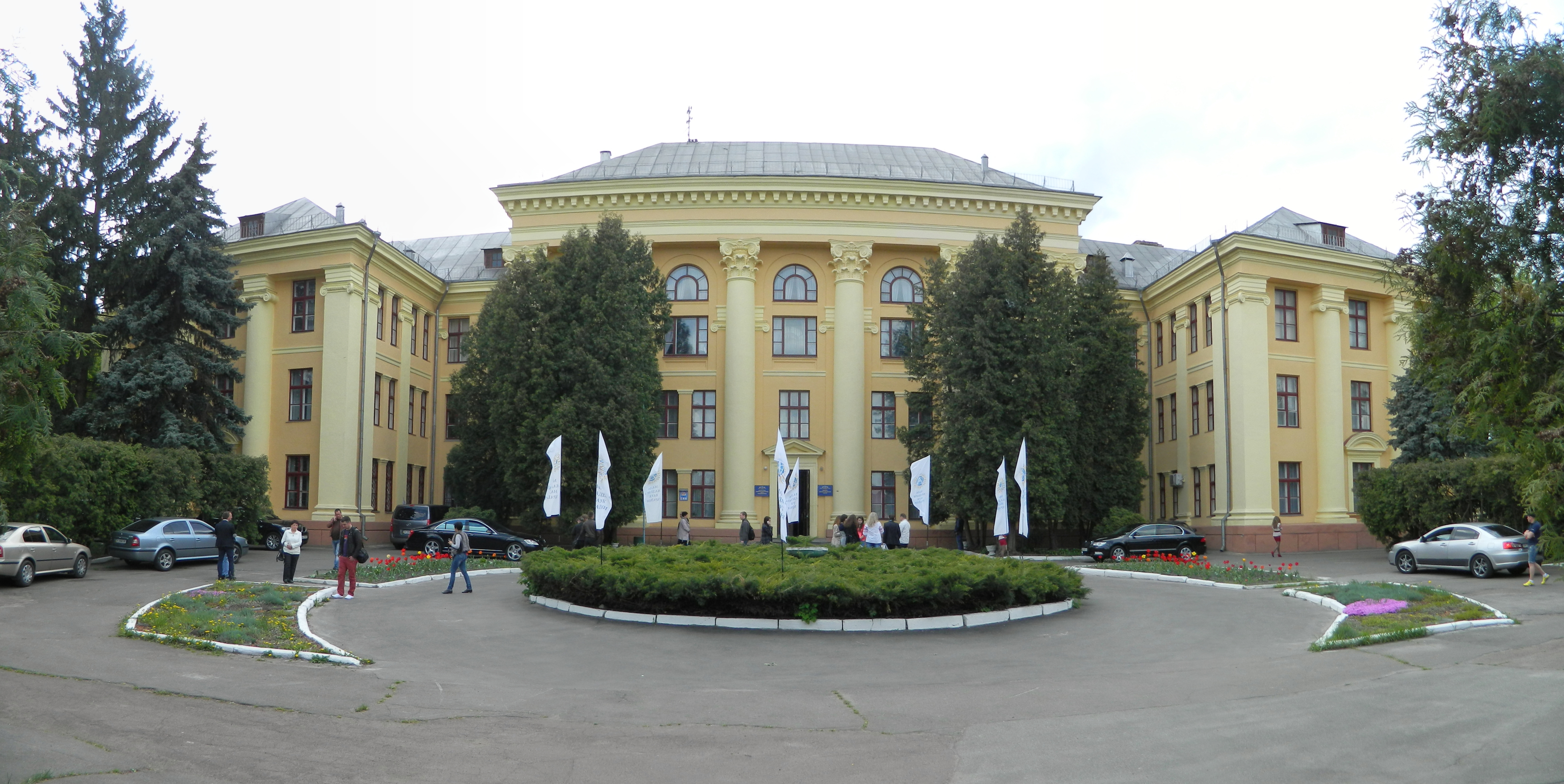
Національний еколого-натуралістичний центр учнівської молоді.
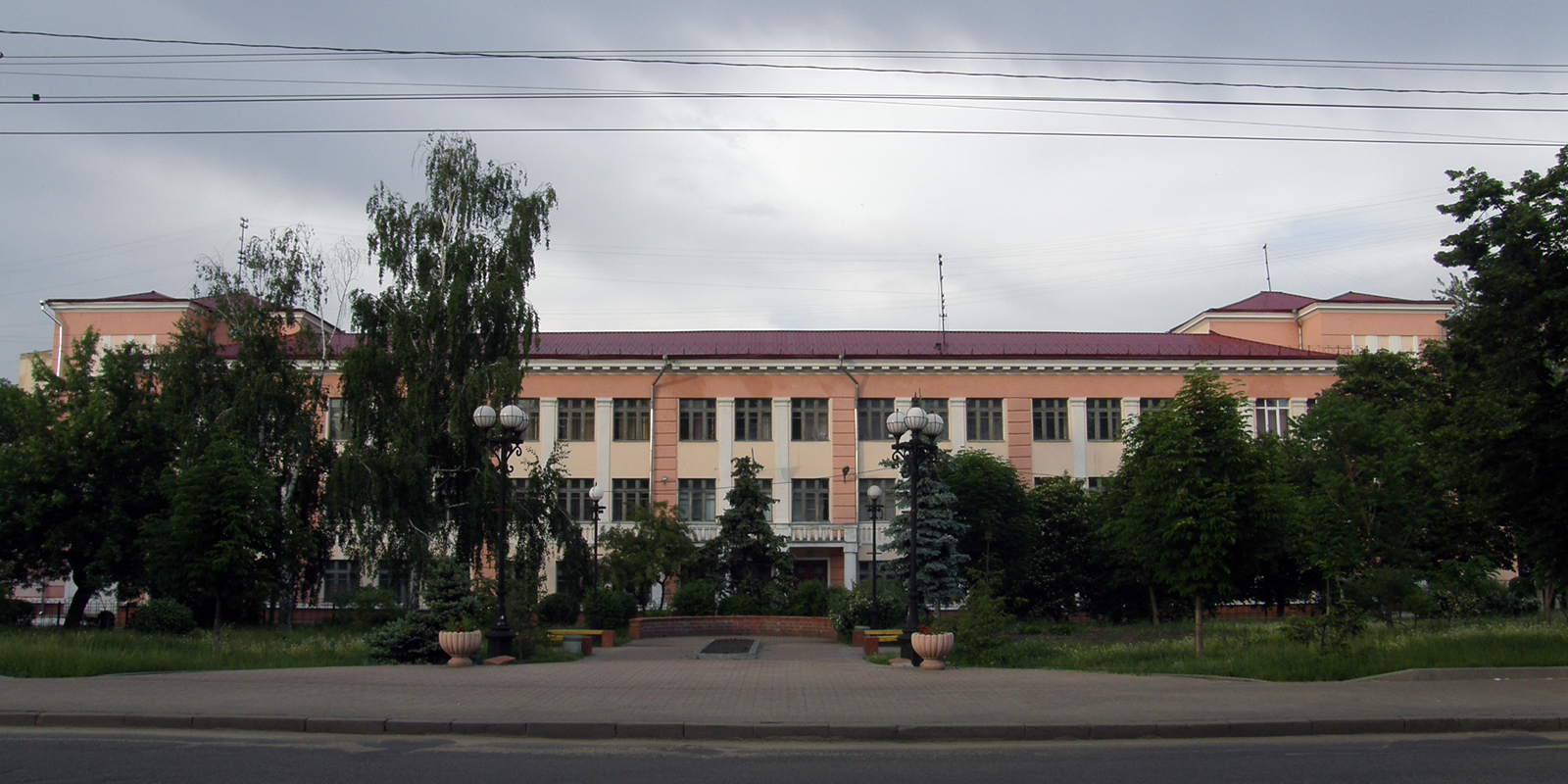
Ліцей № 8. Споруджено 1937 (буд. № 6)
Житловий будинок-сталінка (№ 16-А)
Еркер будинку № 16-А
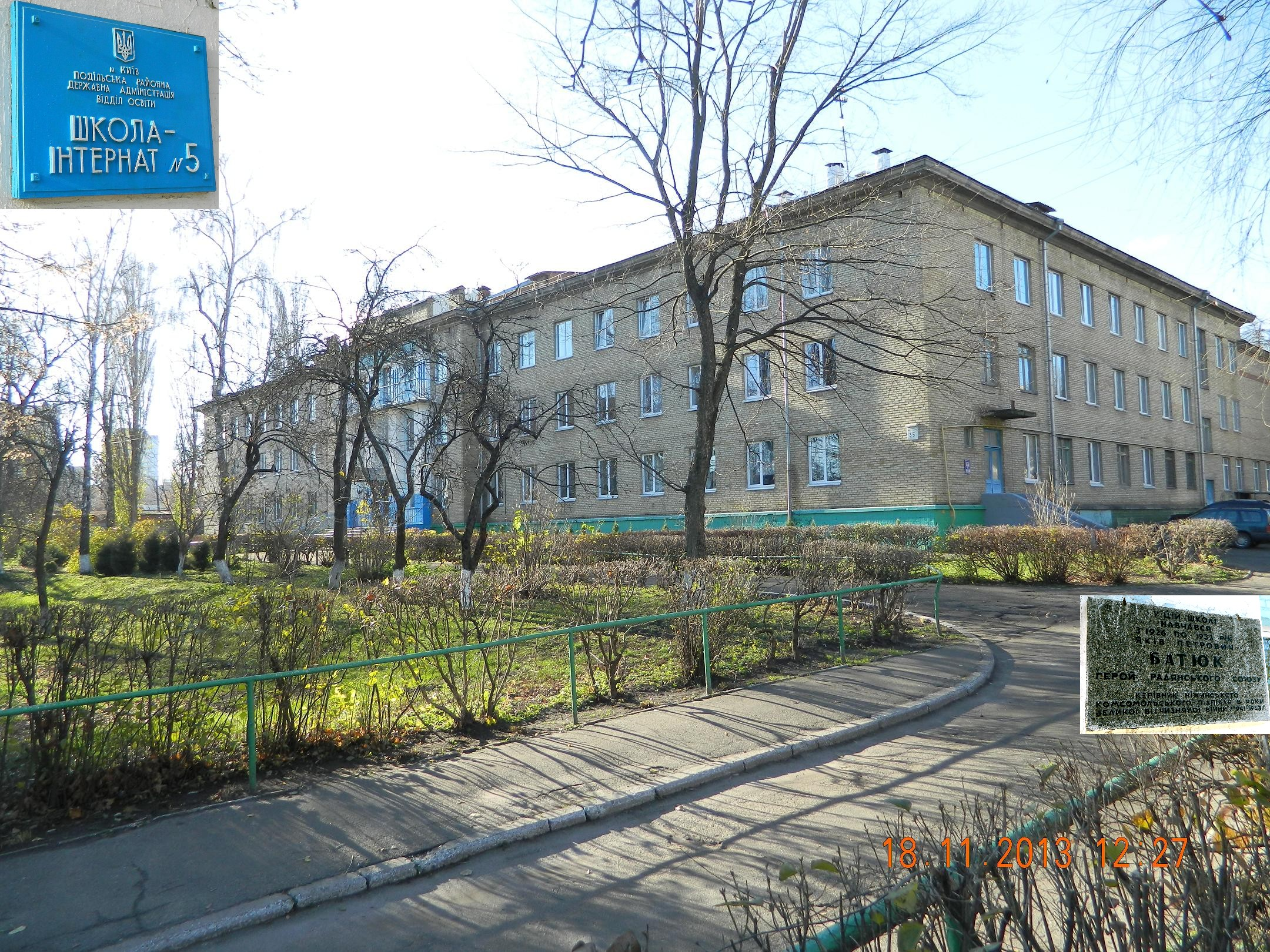
Школа-інтернат № 5 (буд. № 35)
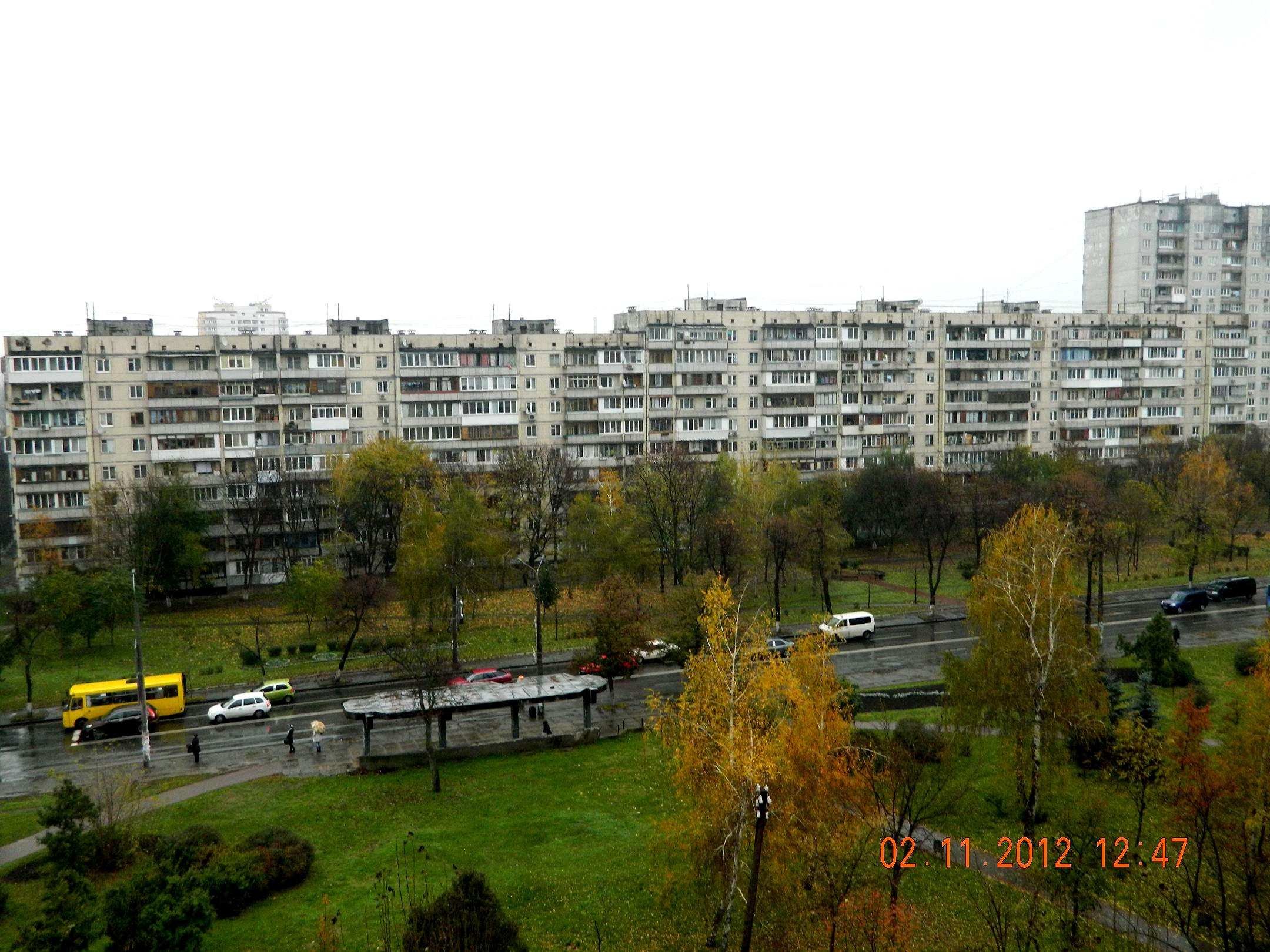
Вишгородська вулиця між Западинською вулицею та проспектом Правди
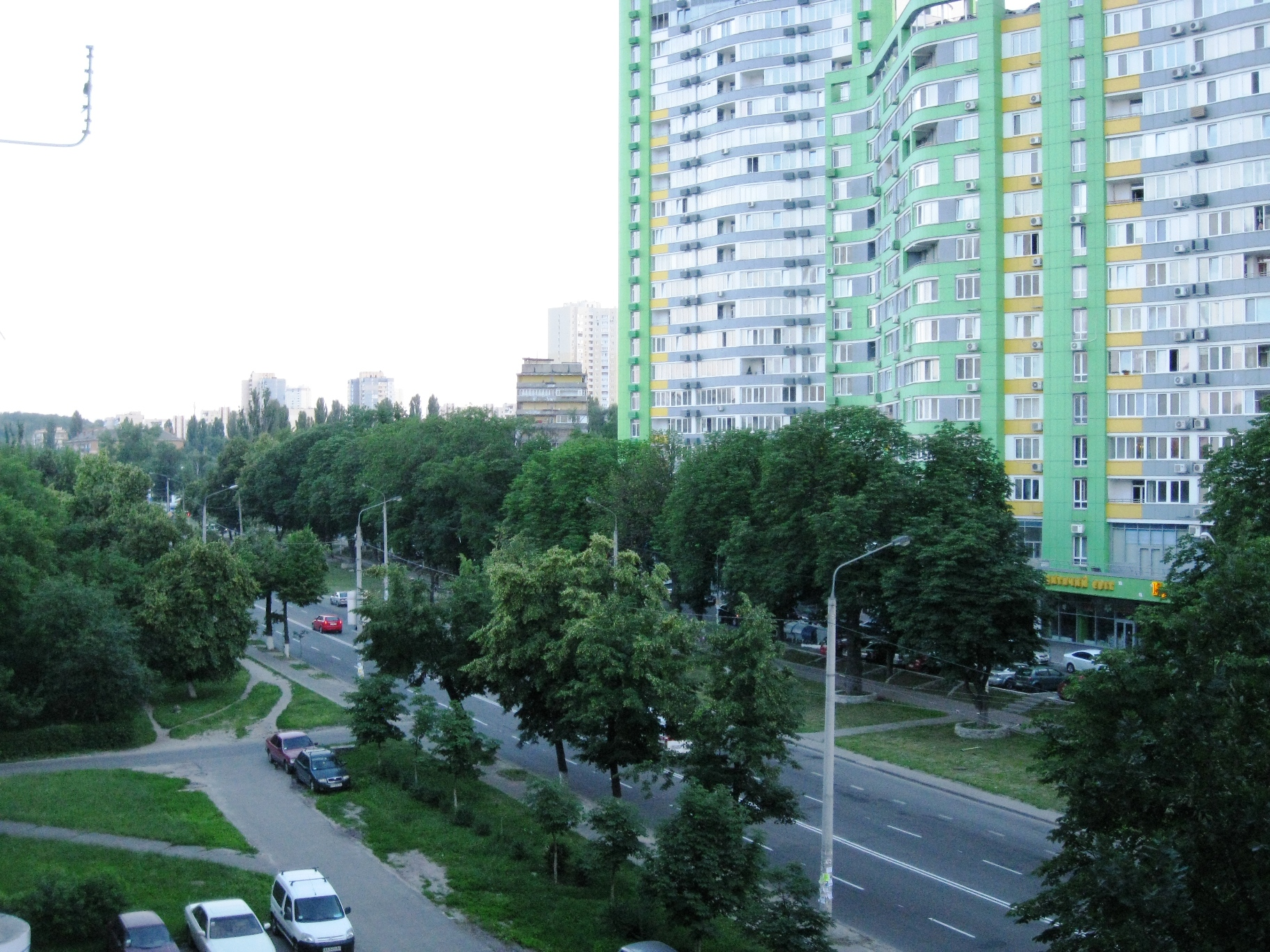
Вигляд вулиці біля «Паркового міста» (буд. № 45)
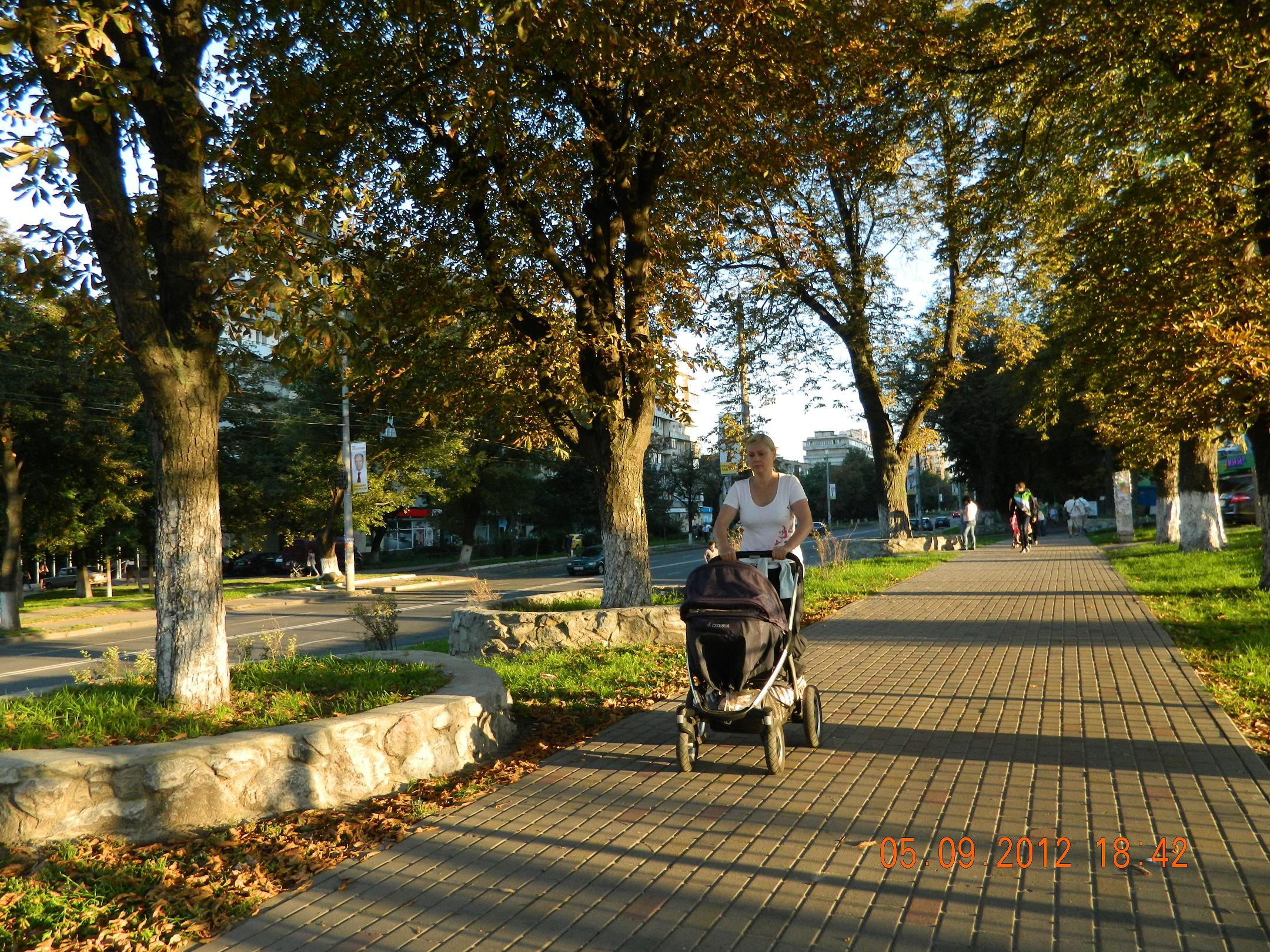
Каштанова алея вздовж Вишгородської вулиці біля «Паркового міста»
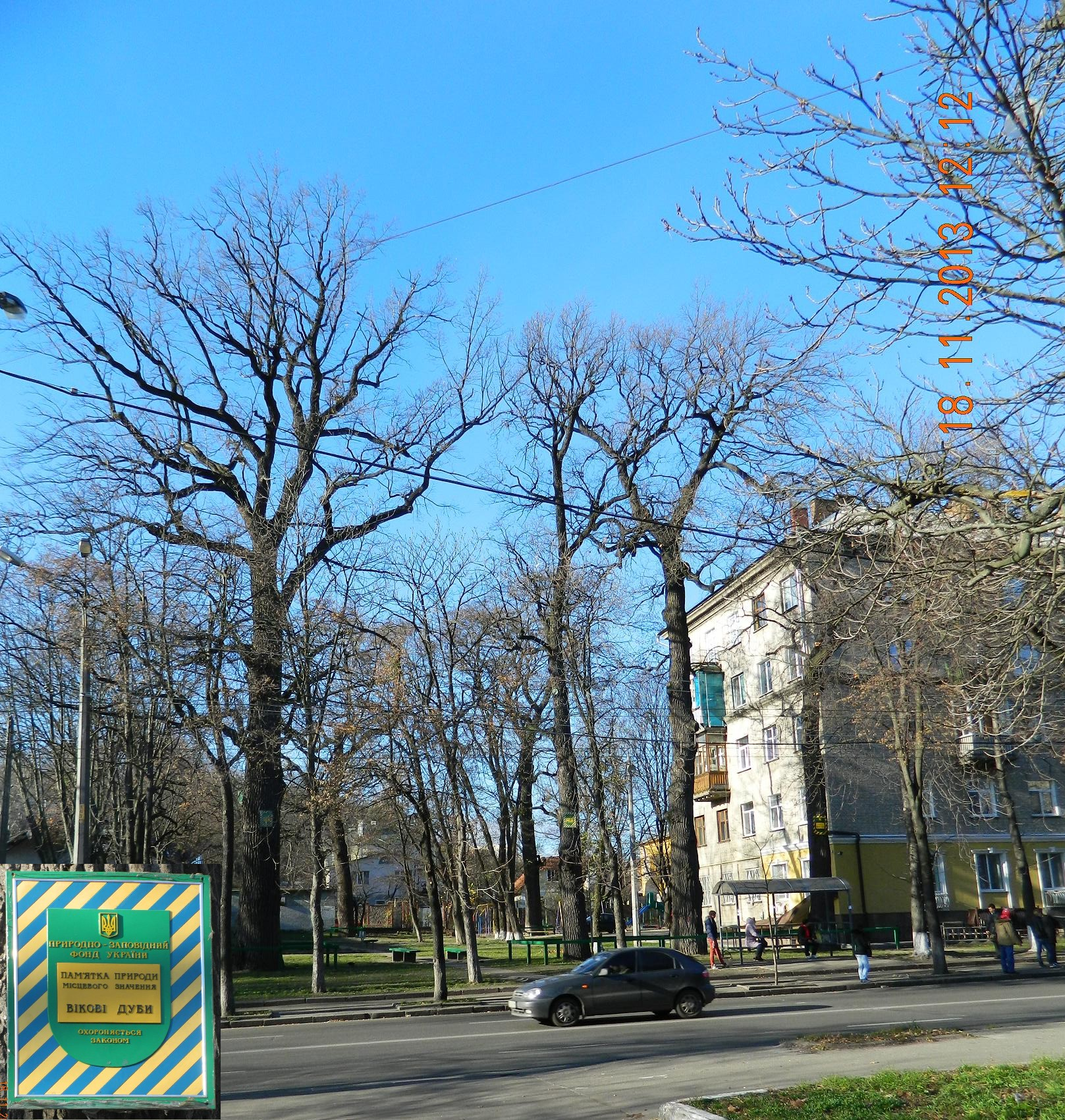
Вікові дуби біля кінотеатру ім. Т. Г. Шевченка
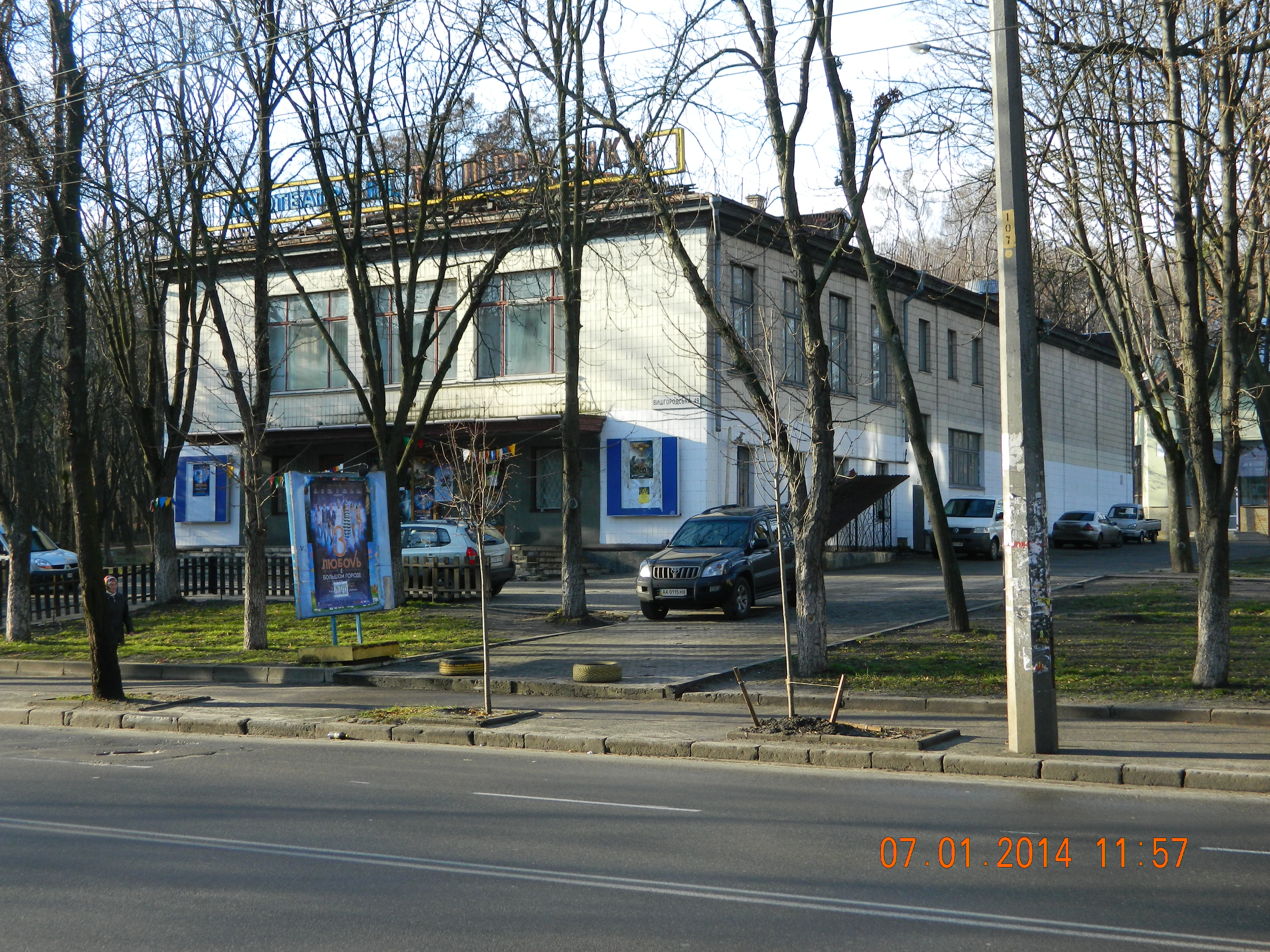
Кінотеатр ім. Т. Г. Шевченка (буд. № 49)